# شهرستان ماریون (جورجیا)
شهرستان ماریون، جورجیا (به انگلیسی: Marion County, Georgia) یک سکونتگاه مسکونی در ایالات متحده آمریکا است که در جورجیا واقع شده‌است.